# Servette Football Club Genève 1890 2022-2023
Questa voce raccoglie le informazioni riguardanti il Servette Football Club Genève 1890 nelle competizioni ufficiali della stagione 2022-2023.

## Stagione
Nella stagione 2022-2023 il Servette, allenato da Alain Geiger, concluse il campionato di Super League al 2º posto. In Coppa Svizzera il Servette fu eliminato in semifinale dal Lugano.

## Rosa
| N. |                                 | Ruolo | Calciatore          |
| -- | ------------------------------- | ----- | ------------------- |
| 1  | Svizzera (bandiera)             | P     | Steven Deana        |
| 2  | Francia (bandiera)              | D     | Moussa Diallo       |
| 3  | Francia (bandiera)              | D     | Gaël Clichy         |
| 4  | Svizzera (bandiera)             | D     | Steve Rouiller      |
| 5  | Bolivia (bandiera)              | C     | Boris Cespedes      |
| 7  | Germania (bandiera)             | C     | Patrick Pflücke     |
| 8  | Francia (bandiera)              | C     | Timothé Cognat      |
| 9  | Bosnia ed Erzegovina (bandiera) | C     | Miroslav Stevanović |
| 10 | Svizzera (bandiera)             | C     | Alexis Antunes      |
| 11 | Francia (bandiera)              | A     | Boubacar Fofana     |
| 15 | Francia (bandiera)              | C     | Theo Valls          |
| 17 | Svizzera (bandiera)             | C     | Dereck Kutesa       |
| 19 | Francia (bandiera)              | D     | Yoan Severin        |
| 20 | Svizzera (bandiera)             | D     | Théo Magnin         |
| 21 | Svizzera (bandiera)             | D     | Baba Souare         |
| 23 | Francia (bandiera)              | A     | Ronny Rodelin       |
| 24 | Svizzera (bandiera)             | D     | Malik Sawadogo      |

| N. |                           | Ruolo | Calciatore         |
| -- | ------------------------- | ----- | ------------------ |
| 25 | Svizzera (bandiera)       | C     | Sidiki Camara      |
| 26 | Austria (bandiera)        | D     | Moritz Bauer       |
| 27 | Francia (bandiera)        | A     | Enzo Crivelli      |
| 28 | Francia (bandiera)        | C     | David Douline      |
| 29 | Costa d'Avorio (bandiera) | A     | Chris Bedia        |
| 30 | Senegal (bandiera)        | C     | Samba Lélé Diba    |
| 32 | Svizzera (bandiera)       | P     | Jérémy Frick       |
| 33 | Svizzera (bandiera)       | D     | Nicolas Vouilloz   |
| 34 | Guadalupa (bandiera)      | D     | Anthony Baron      |
| 40 | Svizzera (bandiera)       | P     | Edin Omeragić      |
| 42 | Svizzera (bandiera)       | C     | Loïs Ndema Mbongué |
| 43 | Svizzera (bandiera)       | D     | Kevin Mbabu        |
| 43 | Svizzera (bandiera)       | C     | Issa Kaloga        |
| 44 | Kosovo (bandiera)         | P     | Léo Besson         |
| 45 | Francia (bandiera)        | A     | Hussayn Touati     |
| 46 | Francia (bandiera)        | A     | Mohamed Chaïbi     |

## Organigramma societario
Area tecnica
- Allenatore: Alain Geiger
- Allenatore in seconda: Bojan Dimić
- Preparatore dei portieri: Dani Blanco
- Preparatori atletici: Alexandre Polizzi, Mathieu Degrange

## Calciomercato

### Sessione estiva
| Acquisti | Acquisti         | Acquisti            | Acquisti |
| R.       | Nome             | da                  | Modalità |
| -------- | ---------------- | ------------------- | -------- |
| A        | Enzo Crivelli    | İstanbul Başakşehir |          |
| C        | Dereck Kutesa    | Stade Reims         |          |
| D        | Anthony Baron    | Yverdon             |          |
| D        | Baba Souare      | Grasshoppers        |          |
| C        | Samba Lélé Diba  | ASEC Ndiambour      |          |
| C        | Patrick Pflücke  | Roda JC             |          |
| D        | Anthony Sauthier | Yverdon             |          |

| Cessioni | Cessioni           | Cessioni                  | Cessioni |
| R.       | Nome               | a                         | Modalità |
| -------- | ------------------ | ------------------------- | -------- |
| A        | Dimitri Oberlin    | Thun Berner Oberland      |          |
| C        | Ricardo Alves      | San Gallo                 |          |
| C        | Kastriot Imeri     | Young Boys                |          |
| D        | Roggerio Nyakossi  | Olympique Marsiglia (CFA) |          |
| A        | Nils Pédat         | Stade Nyonnais            |          |
| D        | Anthony Sauthier   | Yverdon                   |          |
| A        | Valton Behrami     | Servette U-21             |          |
| D        | Noah Henchoz       | Étoile Carouge            |          |
| D        | Théo Magnin        | Servette U-21             |          |
| C        | Loïs Ndema Mbongué | Servette U-21             |          |
| A        | Alexandre Patricio | Servette U-21             |          |
| D        | Vincent Sasso      | Boavista                  |          |

### Sessione invernale
| Acquisti | Acquisti    | Acquisti | Acquisti |
| R.       | Nome        | da       | Modalità |
| -------- | ----------- | -------- | -------- |
| D        | Kevin Mbabu | Fulham   |          |

| Cessioni | Cessioni       | Cessioni      | Cessioni |
| R.       | Nome           | a             | Modalità |
| -------- | -------------- | ------------- | -------- |
| D        | Diogo Monteiro | Leeds Utd U23 |          |

## Risultati

### Super League

#### Prima fase, girone di andata
| Arbitro: | Fähndrich |

|            |           |  |
| Rodelin 5’ | Marcatori |  |

| Arbitro: | Dudic |

|           |           |           |
| Ndoye 45’ | Marcatori | 87’ Valls |

| Sion 30 luglio 2022, ore 20:30 CEST 3ª giornata | Sion          | 0 – 0 referto | Servette | Stade Tourbillon (8 200 spett.)\| Arbitro: \| Wolfensberger \| |
| Arbitro:                                        | Wolfensberger |               |          |                                                                |

| Arbitro: | Horisberger |

|                    |           |  |
| Pflücke 81’ (rig.) | Marcatori |  |

| Arbitro: | San |

|                               |           |  |
| Rieder 29’ Elia 60’ Itten 78’ | Marcatori |  |

| Arbitro: | Wolfensberger |

|                                       |           |                    |
| Antunes 44’ Stevanović 79’ Fofana 90’ | Marcatori | 20’ (aut.) Severin |

| Arbitro: | Schnyder |

|  |           |                         |
|  | Marcatori | 29’ Cognat 90’ Crivelli |

| Arbitro: | San |

|                                 |           |                |
| Cognat 3’ Bauer 43’ Douline 90’ | Marcatori | 21’, 50’ Okita |

| Arbitro: | Bieri |

|               |           |  |
| Sabbatini 35’ | Marcatori |  |

#### Prima fase, girone di ritorno
| Arbitro: | San |

|            |           |           |
| Kutesa 30’ | Marcatori | 60’ Meyer |

| Ginevra 16 ottobre 2022, ore 16:30 CEST 11ª giornata | Servette | 0 – 0 referto | Basilea | Stade de Genève (10 842 spett.)\| Arbitro: \| Schnyder \| |
| Arbitro:                                             | Schnyder |               |         |                                                           |

| Arbitro: | Horisberger |

|                 |           |                                    |
| Kawabe 67’, 72’ | Marcatori | 56’, 60’ (rig.) Fofana 77’ Pflücke |

| Arbitro: | San |

|             |           |            |
| Schmidt 53’ | Marcatori | 41’ Kutesa |

| Arbitro: | Fähndrich |

|                            |           |                       |
| Rouiller 3’ Stevanović 26’ | Marcatori | 41’ Celar 82’ Doumbia |

| Ginevra 6 novembre 2022, ore 14:15 CET 15ª giornata | Servette | 0 – 0 referto | Young Boys | Stade de Genève (16 214 spett.)\| Arbitro: \| Schnyder \| |
| Arbitro:                                            | Schnyder |               |            |                                                           |

| Arbitro: | Turkes |

|                               |           |                |
| Tosin 31’, 62’, 86’ Katić 50’ | Marcatori | 88’ Stevanović |

| Arbitro: | Horisberger |

|            |           |                          |
| Ardaiz 53’ | Marcatori | 63’ Stevanović 77’ Valls |

| Arbitro: | Schnyder |

|                |           |                            |
| Bedia 17’, 33’ | Marcatori | 50’ Sio 85’ (aut.) Douline |

#### Seconda fase, girone di andata
| Arbitro: | Wolfensberger |

|                                                |           |  |
| Görtler 8’ Guillemenot 39’ (rig.) Geubbels 89’ | Marcatori |  |

| Arbitro: | Fähndrich |

|                |           |                    |
| Bedia 30’, 59’ | Marcatori | 57’ (rig.) Dadaşov |

| Arbitro: | Schärer |

|                        |           |                              |
| Amdouni 51’ Zeqiri 61’ | Marcatori | 20’ Antunes 90’ (rig.) Bedia |

| Arbitro: | Staubli |

|             |           |            |
| Severin 42’ | Marcatori | 52’ Ardaiz |

| Arbitro: | Horisberger |

|           |           |              |
| Ligue 78’ | Marcatori | 73’ Crivelli |

| Arbitro: | Schärer |

|  |           |                  |
|  | Marcatori | 51’ (rig.) Meyer |

| Arbitro: | Turkes |

|           |           |           |
| Celar 90’ | Marcatori | 74’ Valls |

| Arbitro: | Cibelli |

|                       |           |           |
| Bedia 69’ Pflücke 84’ | Marcatori | 25’ Nsame |

| Arbitro: | Wolfensberger |

|                                |           |                             |
| Grgić 34’ (rig.) Itaitinga 56’ | Marcatori | 23’ Crivelli 69’ Stevanović |

#### Seconda fase, girone di ritorno
| Ginevra 15 aprile 2023, ore 18:00 CEST 28ª giornata | Servette | 0 – 0 referto | Lugano | Stade de Genève (4 141 spett.)\| Arbitro: \| Schnyder \| |
| Arbitro:                                            | Schnyder |               |        |                                                          |

| Arbitro: | Schärer |

|                                                              |           |             |
| Imeri 11’ Itten 13’, 44’, 57’ Fassnacht 16’ Frick 80’ (aut.) | Marcatori | 62’ Pflücke |

| Arbitro: | Dudic |

|                                      |           |  |
| Bedia 1’, 54’ Pflücke 38’ Touati 85’ | Marcatori |  |

| Arbitro: | Schärer |

|                  |           |            |
| Bedia 42’ (rig.) | Marcatori | 28’ Witzig |

| Arbitro: | Kanagasingam |

|                        |           |                                 |
| Shabani 7’ Morandi 67’ | Marcatori | 40’ Severin 51’, 82’ Stevanović |

| Arbitro: | Schnyder |

|                                                                   |           |  |
| Pflücke 5’ Kutesa 8’ Clichy 9’ Stevanović 70’ Crivelli 85’ (rig.) | Marcatori |  |

| Arbitro: | Horisberger |

|  |           |           |
|  | Marcatori | 52’ Bedia |

| Arbitro: | Staubli |

|                                     |           |                             |
| Bedia 41’ Touati 73’ Stevanović 81’ | Marcatori | 43’, 88’ Amdouni 69’ Burger |

| Arbitro: | Turkes |

|  |           |           |
|  | Marcatori | 33’ Bedia |

### Coppa Svizzera
| Arbitro: | Bieri |

|           |           |                                                    |
| Gomis 87’ | Marcatori | 21’ Antunes 25’ Rodelin 54’ Stevanović 74’ Pflücke |

| Arbitro: | Turkes |

|  |           |                           |
|  | Marcatori | 49’ Rouiller 67’ Crivelli |

| Arbitro: | Bieri |

|                       |           |                                                                       |
| Vogt 12’ Pfister 109’ | Marcatori | 76’ Fofana 93’ Cespedes 101’ (rig.) Kutesa 105’ Pflücke 117’ Patricio |

| Arbitro: | Fähndrich |

|  |           |                                         |
|  | Marcatori | 33’ Crivelli 39’ Stevanović 75’ Pflücke |

| Arbitro: | San |

|                                   |                      |                                      |
| Kutesa 22’ Crivelli 90’           | Marcatori            | 31’, 40’ Aliseda                     |
| Stevanović Pflücke Crivelli Mbabu | Tiri di rigore 3 – 5 | Celar Bottani Amoura Macek Sabbatini |

## Statistiche

### Statistiche di squadra
| Competizione   | Punti | In casa | In casa | In casa | In casa | In casa | In casa | In trasferta | In trasferta | In trasferta | In trasferta | In trasferta | In trasferta | Totale | Totale | Totale | Totale | Totale | Totale | DR  |
| Competizione   | Punti | G       | V       | N       | P       | Gf      | Gs      | G            | V            | N            | P            | Gf           | Gs           | G      | V      | N      | P      | Gf     | Gs     | DR  |
| -------------- | ----- | ------- | ------- | ------- | ------- | ------- | ------- | ------------ | ------------ | ------------ | ------------ | ------------ | ------------ | ------ | ------ | ------ | ------ | ------ | ------ | --- |
| Super League   | 58    | 18      | 8       | 9       | 1       | 31      | 18      | 18           | 6            | 7            | 5            | 22           | 30           | 36     | 14     | 16     | 6      | 53     | 48     | +5  |
| Coppa Svizzera | -     | 1       | 0       | 1       | 0       | 2       | 2       | 4            | 4            | 0            | 0            | 14           | 3            | 5      | 4      | 1      | 0      | 16     | 5      | +11 |
| Totale         | 58    | 19      | 8       | 10      | 1       | 33      | 20      | 22           | 10           | 7            | 5            | 36           | 33           | 41     | 18     | 17     | 6      | 69     | 53     | +16 |

### Andamento in campionato
| Giornata  | 1 | 2 | 3 | 4 | 5 | 6 | 7 | 8 | 9 | 10 | 11 | 12 | 13 | 14 | 15 | 16 | 17 | 18 | 19 | 20 | 21 | 22 | 23 | 24 | 25 | 26 | 27 | 28 | 29 | 30 | 31 | 32 | 33 | 34 | 35 | 36 |
| --------- | - | - | - | - | - | - | - | - | - | -- | -- | -- | -- | -- | -- | -- | -- | -- | -- | -- | -- | -- | -- | -- | -- | -- | -- | -- | -- | -- | -- | -- | -- | -- | -- | -- |
| Luogo     | C | T | T | C | T | C | T | C | T | C  | C  | T  | T  | C  | C  | T  | T  | C  | T  | C  | T  | C  | T  | C  | T  | C  | T  | C  | T  | C  | C  | T  | C  | T  | C  | T  |
| Risultato | V | N | N | V | P | V | V | V | P | N  | N  | V  | N  | N  | N  | P  | V  | N  | P  | V  | N  | N  | N  | P  | N  | V  | N  | N  | P  | V  | N  | V  | V  | V  | N  | V  |
| Posizione | 3 | 3 | 5 | 3 | 5 | 3 | 3 | 2 | 2 | 2  | 2  | 2  | 2  | 2  | 2  | 2  | 2  | 2  | 2  | 2  | 2  | 2  | 2  | 2  | 2  | 2  | 2  | 2  | 3  | 3  | 4  | 2  | 2  | 2  | 2  | 2  |

Legenda:

Luogo: C = Casa; T = Trasferta. Risultato: V = Vittoria; N = Pareggio; P = Sconfitta.

### Statistiche dei giocatori
| Giocatore     | Super League | Super League | Super League | Super League | Coppa Svizzera | Coppa Svizzera | Coppa Svizzera | Coppa Svizzera | Totale   | Totale | Totale      | Totale     |
| Giocatore     | Presenze     | Reti         | Ammonizioni  | Espulsioni   | Presenze       | Reti           | Ammonizioni    | Espulsioni     | Presenze | Reti   | Ammonizioni | Espulsioni |
| ------------- | ------------ | ------------ | ------------ | ------------ | -------------- | -------------- | -------------- | -------------- | -------- | ------ | ----------- | ---------- |
| A. Antunes    | 28           | 2            | 4            | 0            | 4              | 1              | 0              | 0              | 32       | 3      | 4           | 0          |
| A. Baron      | 17           | 0            | 0            | 0            | 4              | 0              | 0              | 0              | 21       | 0      | 0           | 0          |
| M. Bauer      | 10           | 1            | 1            | 0            | 2              | 0              | 0              | 0              | 12       | 1      | 1           | 0          |
| C. Bedia      | 23           | 12           | 4            | 0            | 2              | 0              | 1              | 0              | 25       | 12     | 5           | 0          |
| V. Behrami    | 1            | 0            | 0            | 0            | 0              | 0              | 0              | 0              | 1        | 0      | 0           | 0          |
| L. Besson     | 0            | 0            | 0            | 0            | 0              | 0              | 0              | 0              | 0        | 0      | 0           | 0          |
| S. Camara     | 2            | 0            | 0            | 0            | 2              | 0              | 0              | 0              | 4        | 0      | 0           | 0          |
| B. Cespedes   | 17           | 0            | 4            | 1            | 3              | 1              | 0              | 0              | 20       | 1      | 4           | 1          |
| M. Chaïbi     | 2            | 0            | 0            | 0            | 0              | 0              | 0              | 0              | 2        | 0      | 0           | 0          |
| G. Clichy     | 27           | 1            | 4            | 0            | 1              | 0              | 0              | 0              | 28       | 1      | 4           | 0          |
| T. Cognat     | 34           | 2            | 7            | 0            | 3              | 0              | 0              | 0              | 37       | 2      | 7           | 0          |
| E. Crivelli   | 19           | 4            | 3            | 1            | 3              | 3              | 1              | 0              | 22       | 7      | 4           | 1          |
| S. Deana      | 0            | 0            | 0            | 0            | 0              | 0              | 0              | 0              | 0        | 0      | 0           | 0          |
| M. Diallo     | 15           | 0            | 4            | 0            | 2              | 0              | 1              | 0              | 17       | 0      | 5           | 0          |
| S. Diba       | 15           | 0            | 2            | 0            | 3              | 0              | 1              | 0              | 18       | 0      | 3           | 0          |
| D. Douline    | 18           | 1            | 7            | 0            | 1              | 0              | 0              | 0              | 19       | 1      | 7           | 0          |
| B. Fofana     | 22           | 3            | 0            | 0            | 3              | 1              | 2              | 0              | 25       | 4      | 2           | 0          |
| J. Frick      | 35           | 0            | 1            | 0            | 1              | 0              | 1              | 0              | 36       | 0      | 2           | 0          |
| I. Kaloga     | 1            | 0            | 0            | 0            | 0              | 0              | 0              | 0              | 1        | 0      | 0           | 0          |
| D. Kutesa     | 29           | 3            | 3            | 0            | 4              | 2              | 0              | 0              | 33       | 5      | 3           | 0          |
| T. Magnin     | 8            | 0            | 1            | 0            | 3              | 0              | 0              | 0              | 11       | 0      | 1           | 0          |
| K. Mbabu      | 16           | 0            | 2            | 1            | 1              | 0              | 1              | 0              | 17       | 0      | 3           | 1          |
| L. Mbongué    | 0            | 0            | 0            | 0            | 0              | 0              | 0              | 0              | 0        | 0      | 0           | 0          |
| D. Monteiro   | 3            | 0            | 1            | 0            | 3              | 0              | 1              | 0              | 6        | 0      | 2           | 0          |
| D. Oberlin    | 4            | 0            | 1            | 0            | 1              | 0              | 0              | 0              | 5        | 0      | 1           | 0          |
| E. Omeragić   | 1            | 0            | 0            | 0            | 4              | 0              | 0              | 0              | 5        | 0      | 0           | 0          |
| A. Patricio   | 3            | 0            | 0            | 0            | 2              | 1              | 0              | 0              | 5        | 1      | 0           | 0          |
| P. Pflücke    | 36           | 6            | 3            | 0            | 5              | 3              | 0              | 0              | 41       | 9      | 3           | 0          |
| R. Rodelin    | 24           | 1            | 2            | 0            | 3              | 1              | 0              | 0              | 27       | 2      | 2           | 0          |
| S. Rouiller   | 22           | 1            | 3            | 1            | 3              | 1              | 1              | 0              | 25       | 2      | 4           | 1          |
| M. Sawadogo   | 0            | 0            | 0            | 0            | 0              | 0              | 0              | 0              | 0        | 0      | 0           | 0          |
| Y. Severin    | 28           | 2            | 1            | 0            | 4              | 0              | 0              | 0              | 32       | 2      | 1           | 0          |
| B. Souare     | 2            | 0            | 0            | 0            | 1              | 0              | 0              | 0              | 3        | 0      | 0           | 0          |
| M. Stevanović | 35           | 9            | 3            | 0            | 3              | 2              | 0              | 0              | 38       | 11     | 3           | 0          |
| H. Touati     | 11           | 2            | 1            | 0            | 3              | 0              | 0              | 0              | 14       | 2      | 1           | 0          |
| T. Valls      | 26           | 3            | 2            | 0            | 4              | 0              | 0              | 0              | 30       | 3      | 2           | 0          |
| N. Vouilloz   | 31           | 0            | 4            | 0            | 2              | 0              | 0              | 0              | 33       | 0      | 4           | 0          |